# Покровский, Владимир Александрович (художник)
Влади́мир Алекса́ндрович Покро́вский (Российская империя) — советский художник-постановщик. Заслуженный работник культуры РСФСР (1969).

## Биография
В 1930 году В. А. Покровский был принят художником в ялтинскую киноорганизацию «Востоккино». Именно здесь им будут подготовлены эскизы для художественного фильма «Голубой песец» (1930). Этот фильм станет первым, который он оформит как художник-постановщик.
В том же 1930 году В. А. Покровский станет штатным художником-постановщиком киностудии «Белгоскино». И в этом же году выйдет его второй художественный фильм Рубикон. Следующие девять кинофильмов, которые он оформит, так же будут сняты на киностудии «Белгоскино».
С конца тридцатых годов творческая жизнь В. А. Покровского будет связана с г. Ленинградом. В 1939 году на киностудии «Ленфильм» он, в качестве художника-постановщика, примет участие в съёмках полнометражного художественного фильма «Наездник из Кабарды». На этой же студии В. А. Покровский оформит и два следующих фильма: «Голос Тараса» (1940) и «Варежки» (1942).
После долгого шестнадцатилетнего перерыва (о котором пока ничего не известно) на киностудии «Леннаучфильм», в 1958 году, выйдет его, теперь уже документальный, короткометражный фильм «Милочкина болезнь». Свой последний фильм до ухода на пенсию Как воспитать эгоиста В. А. Покровский снимет в 1962 году.
Член Союза кинематографистов СССР (Ленинградское отделение).
В 1969 году В. А. Покровскому было присвоено звание «Заслуженный работник культуры РСФСР».

## Фильмография
1. 1930 — Голубой песец  (Режиссёр-постановщик: Пётр Малахов)
2. 1930 — Рубикон  (Режиссёр-постановщик: Владимир Вайншток)
3. 1931 — Кто лучше?  (короткометражный) (Режиссёр-постановщик: Эдуард Аршанский)
4. 1931 — Солнечный поход  (совместно с Робертом Фэдором) (Режиссёр-постановщик: Владимир Корш-Саблин)
5. 1932 — Враг у порога  (Режиссёр-постановщик: Лазарь Анци-Половский)
6. 1932 — Первый взвод  (совместно с Семёном Мейнкиным) (Режиссёр-постановщик: Владимир Корш-Саблин)
7. 1932 — Печать времени  (Режиссёр-постановщик: Георгий Кроль)
8. 1933 — Кто твой друг  (Режиссёр-постановщик: Михаил Авербах)
9. 1934 — Полесские робинзоны  (Режиссёры-постановщики: И. Бахар, Леонид Молчанов)
10. 1937 — Дочь Родины  (Режиссёр-постановщик: Владимир Корш-Саблин)
11. 1939 — Наездник из Кабарды  (Режиссёр-постановщик: Николай Лебедев)
12. 1940 — Голос Тараса  (совместно с Марией Фатеевой) (Режиссёр-постановщик: Владимир Фейнберг)
13. 1942 — Варежки  (короткометражный) (Режиссёры-постановщики: Павел Арманд, Наум Любошиц)
14. 1958 — Милочкина болезнь  (короткометражный) (Режиссёр-постановщик: Мария Багильдз)
15. 1959 — Папа или мама?  (короткометражный) (Режиссёр-постановщик: Юрий Головин)
16. 1959 — Так они стали чужими  (короткометражный) (Режиссёр-постановщик: Мария Багильдз)
17. 1960 — Алкогольные психозы  (короткометражный) (Режиссёр-постановщик: Георгий Бруссе)
18. 1960 — Театр, рождённый революцией  (короткометражный) (Режиссёр-постановщик: Андрей Чигинский)
19. 1962 — Как воспитать эгоиста  (короткометражный) (Режиссёр-постановщик: Михаил Гавронский)

## Признание и награды
- Орден «Знак Почёта» (6 марта 1950) — за выдающиеся заслуги в развитии советской кинематографии, в связи с 30-летием[2].
- Заслуженный работник культуры РСФСР (1969).